# Robin Dunster
Robin Dunster, född 12 januari 1944, är kommendör i Frälsningsarmén. 2006 blev hon den första kvinnan att utses till stabschef (generalens ställföreträdande). Dessförinnan var hon ledare för Frälsningsarmén i Filippinerna.